# 石川聡
石川 聡（いしかわ さとし、1944年9月6日 -）は、日本の経営者。共同通信社社長を務めた。

## 来歴・人物
東京都出身。1967年に慶應義塾大学文学部を卒業し、同年に共同通信社に入社。2002年6月に常務理事に就任し、2004年6月に専務理事を経て、2005年6月に社長に就任。2013年6月には相談役に退いた。